# Бєлогузово (Велізький район)
Бєлогу́зово (рос. Белогузово) — присілок Велізького району Смоленської області Росії. Входить до складу Будницького сільського поселення.
Населення — 3 особи (2007 рік).